# Oberea ornativentris
Oberea ornativentris là một loài bọ cánh cứng trong họ Cerambycidae.